# Duszpasterstwo
Duszpasterstwo – zorganizowana działalność społeczna kościołów polegająca na głoszeniu zasad wiary i celebrowaniu liturgii w różnych grupach, nad którymi opiekę ze strony kościołów sprawuje duszpasterz. Zazwyczaj dokonuje się ono w ramach parafii (duszpasterstwo parafialne) oraz w ramach duszpasterstw specjalnych, np.: Duszpasterstwo Akademickie, Duszpasterstwo Przedsiębiorców i Pracodawców itp.
W Kościele katolickim na szczeblu krajowym sprawami duszpasterstwa wiernych zajmuje się Konferencja Episkopatu Polski (KEP), w ramach której Komisją ds. Duszpasterstwa kieruje jej przewodniczący abp Wiktor Skworc. Komisję tę tworzy 33 duszpasterzy różnych grup.